# Liste der Biografien/Weik
Liste der Biografien |
Portal Biografien |
Personensuche
# |
A |
B |
C |
D |
E |
F |
G |
H |
I |
J |
K |
L |
M |
N |
O |
P |
Q |
R |
S |
T |
U |
V |
W |
X |
Y |
Z |
?
 
Wa |
Wc |
Wd |
We |
Wh |
Wi |
Wj |
Wl |
Wn |
Wo |
Wr |
Ws |
Wt |
Wu |
Ww |
Wy |
Wz
 
Wea |
Web |
Wec |
Wed |
Wee |
Wef |
Weg |
Weh |
Wei |
Wej |
Wek |
Wel |
Wem |
Wen |
Weo |
Wep |
Wer |
Wes |
Wet |
Weu |
Wev |
Wew |
Wex |
Wey |
Wez
 
Weia |
Weib |
Weic |
Weid |
Weie |
Weif |
Weig |
Weih |
Weij |
Weik |
Weil |
Weim |
Wein |
Weip |
Weir |
Weis |
Weit |
Weix |
Weiz
Die Liste der Biografien führt alle Personen auf, die in der deutschsprachigen Wikipedia einen Artikel haben. Dieses ist eine Teilliste mit 36 Einträgen von Personen, deren Namen mit den Buchstaben „Weik“ beginnt.

## Weik
- Weik, Diether (1934–2002), deutscher Maler und Kunsterzieher
- Weik, Eric (* 1970), deutscher Politiker (FDP)
- Weik, Jonas (* 2000), deutscher Fußballspieler
- Weik, Lynn (* 1967), US-amerikanische Geherin
- Weik, Matthias (* 1976), deutscher Unternehmensberater und Autor

### Weika
- Weikamp, Johannes Bernardus (1818–1889), deutscher Missionar in den Vereinigten Staaten
- Weikamp, Werner (1941–2015), deutscher Fußballspieler
- Weikard, Georg Ignaz (1747–1824), deutscher Amtsvogt und Unternehmer
- Weikard, Marianne Sophie (1770–1823), deutsche Schriftstellerin
- Weikard, Melchior Adam (1742–1803), deutscher Arzt und Philosoph
- Weikart, Fritz (* 1912), deutscher Ringer
- Weikart, Helmut (1917–1993), deutscher Politiker (SPD), MdL
- Weikath, Michael (* 1962), deutscher Metal-Gitarrist, Mitbegründer der Band „Helloween“Michael Weikath (* 1962)

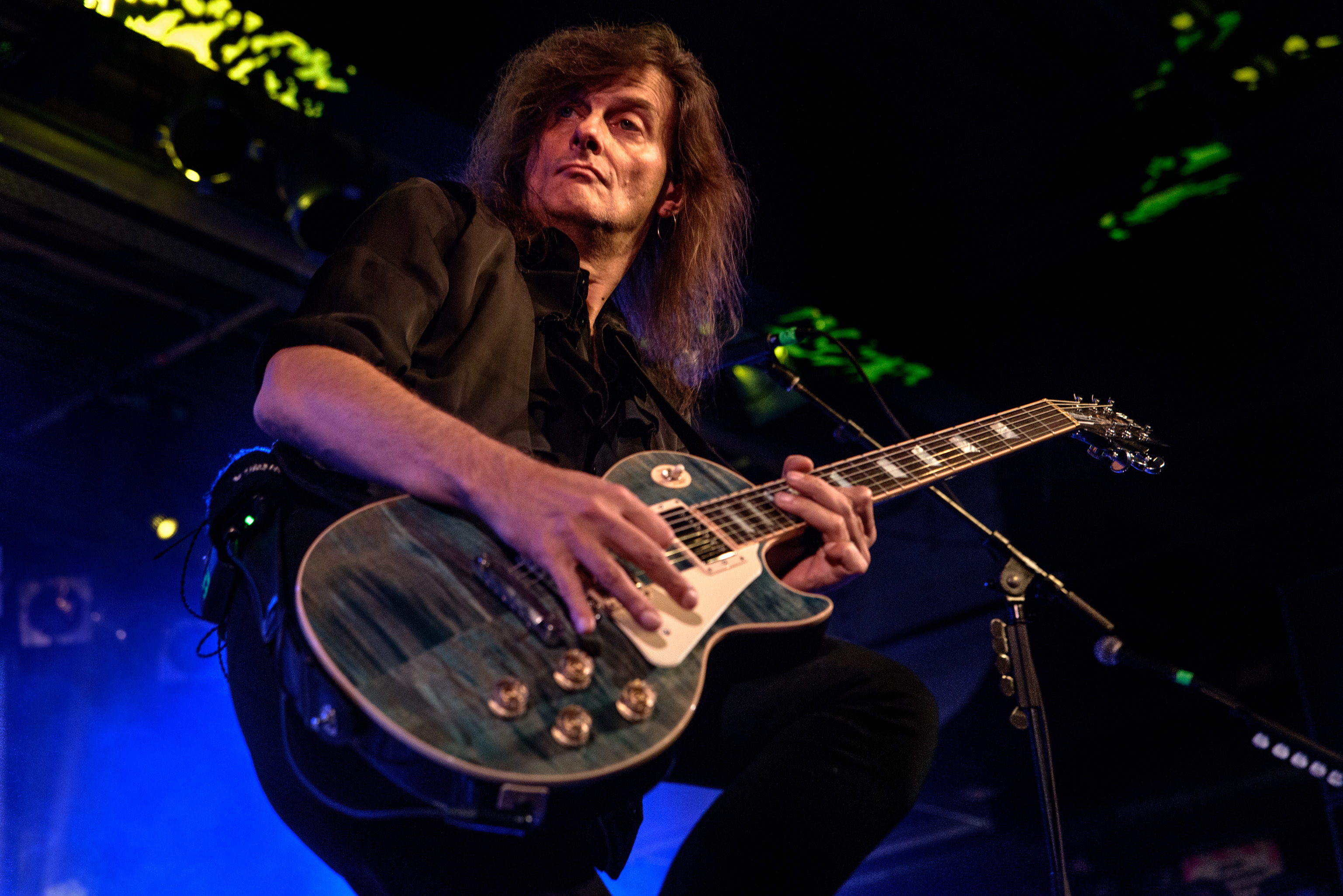
Michael Weikath (* 1962)

### Weike
- Weiken, Karl (1895–1983), deutscher Geodät und Polarforscher
- Weikenmeier, Albert (1908–1981), deutscher Opernsänger (Tenor)
- Weiker, Walter F. (1931–1997), US-amerikanischer Politikwissenschaftler
- Weikert, Andreas (* 1989), deutscher Handballspieler
- Weikert, Angelika (* 1954), deutsche Politikerin (SPD), MdL
- Weikert, Georg († 1799), österreichischer Porträtmaler des Spätbarock
- Weikert, Gudrun (* 1959), deutsche Bergführerin und Kletterin
- Weikert, Hannes (1918–1980), deutscher Künstler und Hochschullehrer
- Weikert, Josef (1837–1907), böhmischer Kirchenmusiker und Komponist
- Weikert, Manfred (* 1939), deutscher Fußballspieler
- Weikert, Margarethe (* 1914), österreichische Skirennläuferin
- Weikert, Martin (1914–1997), deutscher Vizeminister für Staatssicherheit der DDR und SED-Funktionär
- Weikert, Ralf (* 1940), österreichischer Dirigent
- Weikert, Thomas (* 1961), deutscher Tischtennisspieler und DTTB-Präsident

### Weikh
- Weikhart, Eduard (1905–1986), österreichischer Politiker (SPÖ), Abgeordneter zum Nationalrat

### Weiki
- Weikinn, Curt (1888–1966), deutscher Meteorologe und Klimatologe

### Weikl
- Weikl, Bernd (* 1942), deutsch-österreichischer Opern- und Konzertsänger (Bariton)Bernd Weikl (* 1942)

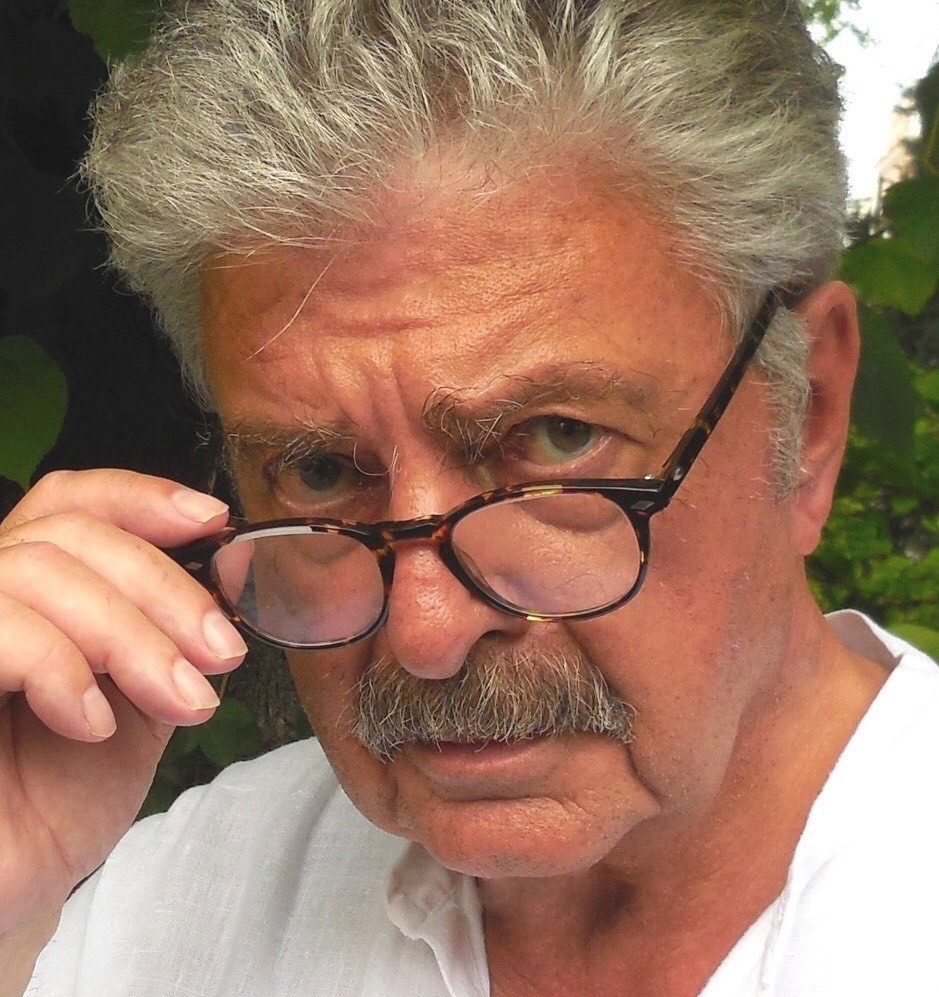
Bernd Weikl (* 1942)

- Weikl, Björn (* 1977), deutscher Fußballspieler
- Weikl, Josef (* 1954), deutscher Fußballspieler und -trainer

### Weiko
- Weikone, Michail Alexandrowitsch (* 1871), russischer Journalist, Übersetzer, Theaterkritiker und -autor
- Weikop, Christian (* 1970), britischer Kunstwissenschaftler und Dozent an der Universität von Edinburgh
- Weikow, Doris (* 1941), deutsche Schauspielerin, Fernsehansagerin und Fernsehmoderatorin

### Weiku
- Weikum, Gerhard (* 1957), deutscher Informatiker